# Camboriú Futebol Clube
O Camboriú Futebol Clube, ou simplesmente conhecido como Camboriú, é um clube de futebol brasileiro sediado na cidade de Camboriú, em Santa Catarina. Suas cores são o laranja e o verde, e seu mascote é o Homem-Pedra.

## História

Escudo antigo do clube.

O Camboriú foi fundado em 11 de abril de 2003 por empresários e amantes do esporte em Camboriú. Como Sociedade Desportiva Camboriuense, o clube trazia as cores da cidade, verde, laranja e branco, e em sua primeira temporada era semi-profissional.
Em 2004, em excursão pela Europa, a equipe sub-23 do Camboriú (até então Camboriuense) venceu o Galatasaray, da Turquia, por 2 a 1, e foi derrotado pelo Roma, da Itália, por 3 a 2, em um grande jogo. Em 2006, o clube conquistou a Divisão de Acesso, e disputou a Divisão Especial de 2007, quando bateu o Joinville na Arena por 5 a 0.
Desde sua fundação até o dia 24 de abril de 2009, a equipe se chamava Sociedade Desportiva Camboriuense, mas seu nome foi alterado com a justificativa de ser um nome mais fácil e atrativo.
Em 20 de novembro de 2011, o Camboriú subiu à elite do futebol catarinense vencendo o Hercílio Luz por 1 a 0 no Robertão, em Camboriú. E no dia 3 de dezembro, sagrou-se campeão da Divisão Especial (2ª divisão) vencendo o Hermann Aichinger de Ibirama por 4 a 1 no primeiro jogo em casa, e empatando em 2 a 2 em Ibirama.
Em 2021, disputou a Série B, chegando à final, mas perdendo o título para o Barra. Mesmo com o vice, o time retorna à elite estadual em 2022.
Em março de 2022, o clube garante vaga para a final do Campeonato Catarinense pela primeira vez na história, após vencer o Figueirense por 2 a 0, garantindo também uma vaga inédita para jogar a Copa do Brasil de 2023.
Em 2023, o clube fez má campanha no Campeonato Catarinense, assim sendo rebaixado para a Série B. Na Copa do Brasil, o clube eliminou o Manaus na primeira fase por 1 a 0, na segunda fase acabou sucumbindo para o Bahia. Na Série D, o clube ficou em terceiro no grupo A8 e eliminou o Maringá no primeiro mata-mata, nas oitavas de final enfrentou o Athletic, em Camboriú o clube venceu por 1 a 0, porém, em São João del Rei, o clube acabou perdendo por 2 a 0 e foi eliminado para a equipe mineira, que ao final consegueria o acesso a Série C.
Em 2025, o Camboriú garantiu o retorno à Série A catarinense após derrotar o Blumenau por 2 a 1 na volta das semifinais da segunda divisão do estadual; o Tricolor Camboriuense também venceu o jogo de ida, pelo placar de 1 a 0. 

## Títulos
| ESTADUAIS | ESTADUAIS                        | ESTADUAIS | ESTADUAIS  |
|           | Competição                       | Títulos   | Temporadas |
|           | Campeonato Catarinense - Série B | 1         | 2011       |
|           | Campeonato Catarinense - Série C | 1         | 2006       |
| --------- | -------------------------------- | --------- | ---------- |

- Campeonato Catarinense de Juniores (Divisão Especial): 6 (2004, 2005, 2006, 2007, 2008 e 2011)
- Jogos Abertos de Santa Catarina Fase Regional: 1 (2006)

### Campanhas de destaque
- 2º lugar no Campeonato Catarinense: 1 (2022)
- 2º lugar no Campeonato Catarinense - Série B: 3 (2007, 2015 e 2021)
- 3º lugar no Campeonato Catarinense - Série B: 2 (2014 e 2018)
- 4º lugar no Campeonato Catarinense - Série B: 1 (2017)

## Estatísticas

### Participações
|  | Participações em 2025 |

| Competição     | Competição          | Temporadas | Melhor campanha     | Estreia | Última | P | R |
| Santa Catarina | Série A             | 5          | Vice-campeão (2022) | 2012    | 2023   |   | 3 |
| Santa Catarina | Série B             | 15         | Campeão (2011)      | 2003    | 2025   | 3 | 1 |
| Santa Catarina | Série C             | 4          | Campeão (2006)      | 2004    | 2007   | 2 |   |
| Santa Catarina | Copa Santa Catarina | 2          | 4° colocado (2012)  | 2012    | 2025   |   |   |
| Brasil         | Série D             | 1          | 16° colocado (2023) | 2023    | 2023   | – |   |
| Brasil         | Copa do Brasil      | 1          | 2ª fase (2023)      | 2023    | 2023   |   |   |